# Мошендорф (Бургенланд)
Мошендорф (нем. Moschendorf (Burgenland)) — коммуна (нем. Gemeinde) в Австрии, в федеральной земле Бургенланд. 
Входит в состав округа Гюссинг.  Население составляет 429 человек (на 31 декабря 2005 года). Занимает площадь 13,2 км². Официальный код  —  10428.

## Политическая ситуация
Бургомистр коммуны — Петер Шлаффер (АНП) по результатам выборов 2007 года.
Совет представителей коммуны (нем. Gemeinderat) состоит из 11 мест.
- АНП занимает 7 мест.
- СДПА занимает 4 места.